# Wan Waithayakon
Wan Waithayakon, Prince Naradhip Bhongseprabhun (Krom Muen Naradhip Bongseprabandh, titre accordé par le roi Rama IX), de son nom de naissance Vanna Vaidhayakara (thaï :พระเจ้าวรวงศ์เธอ พระองค์เจ้าวรรณไวทยากร กรมหมื่นนราธิปพงศ์ประพันธ์), né le 25 août 1891 à Bangkok et mort le 5 septembre 1976, était un diplomate et homme politique thaïlandais. Il était l'un des petits-fils du roi de Siam Rama IV.

## Biographie
Diplômé de l'université d'Oxford et de l'École libre des sciences politiques, il entre dans le corps diplomatique thaïlandais en 1917. Conseiller du roi Vajiravudh en 1922, il est ensuite représentant du royaume de Thaïlande en Europe, auprès de la France, du Royaume-Uni, des Pays-Bas et de la Belgique, ainsi que représentant auprès de la Société des Nations.
Durant la Seconde Guerre mondiale, il est chargé par le gouvernement du maréchal Plaek Pibulsonggram de mener les négociations avec l'empire du Japon. En novembre 1943, il représente la Thaïlande à Tokyo lors de la conférence de la grande Asie orientale réunissant les partenaires du Japon au sein de la Sphère de coprospérité de la grande Asie orientale. Après le conflit mondial, il mène les négociations qui aboutissent à l'adhésion de la Thaïlande à l'Organisation des Nations unies. En 1947, il devient représentant permanent de la Thaïlande à l'ONU et ambassadeur aux États-Unis. Parallèlement, il exerce également les fonctions de ministre des affaires étrangères de la Thaïlande, de 1952 à 1957, puis à nouveau en 1958. Durant la guerre froide, opposé à la progression du communisme en Asie du Sud-Est, il soutient l'alignement de la Thaïlande sur la politique des États-Unis. En 1956, il préside la onzième session de l'Assemblée générale de l'ONU.